# Eugène de Zerezo de Téjada
François Joseph Eugène de Zerezo de Tejada (Diest, 1 juli 1824 - Elsene, 7 februari 1887) was een Belgisch politicus voor de Katholieke Partij.

## Levensloop
Hij was de zoon van François-Joseph de Zerezo (1793-1868), schepen te Diest, en Désirée Lynen (1800-1881). Zijn grootvader François-Denis was eveneens schepen te Diest. Zijn vader verkreeg in 1852 adelserkenning.
Eugène was enige tijd ambassaderaad (1848-1850). Hij werd ook verkozen tot provincieraadslid (1854-1862). In 1867 werd hij verkozen tot katholiek volksvertegenwoordiger voor het arrondissement Turnhout en vervulde dit mandaat tot aan zijn dood.
Hij huwde in 1854 met Coralie Mincé du Fontbaré de Fumal (1830-1868) en ze hadden vier zoons, die echter ongehuwd bleven. Toen de laatste in 1938 stierf, was de familie hiermee uitgestorven. Eugène had in 1871 een baronstitel verkregen, erfelijk voor al zijn nakomelingen.